# ناتاشا دووی
ناتاشا دووی (انگلیسی: Natasha Dowie؛ زادهٔ ۳۰ ژوئن ۱۹۸۸) یک بازیکن فوتبال اهل بریتانیا است.
وی سابقه عضویت در تیم ملی فوتبال زنان انگلستان را داراست.